# Amblyomma oblongoguttatum
Amblyomma oblongoguttatum är en fästingart som beskrevs av Koch 1844. Amblyomma oblongoguttatum ingår i släktet Amblyomma och familjen hårda fästingar. Inga underarter finns listade i Catalogue of Life.